# 藍澄灣
藍澄灣（英語：Rambler Crest）位於香港新界青衣青衣路1號，是一個私人屋苑，設有購物商場，以及3座酒店，分別名為永倫800酒店（英語：Winland 800 Hotel）、華逸酒店（英語：Rambler Garden Hotel）以及青逸酒店（英語：Rambler Oasis Hotel）。該項目由和記黃埔發展，於2004年至2005年落成。

## 酒店及購物中心

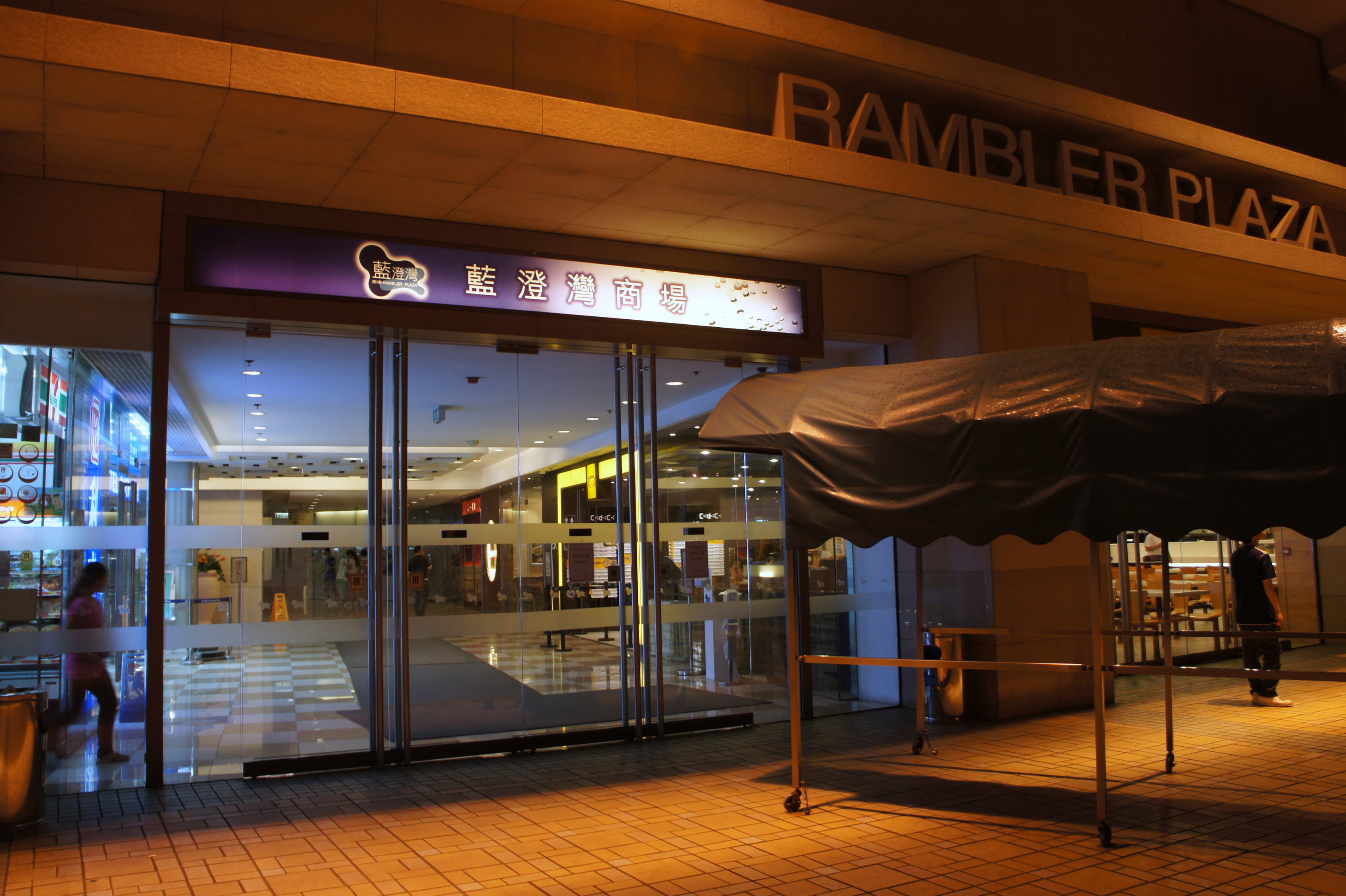
藍澄灣商場入口

藍澄灣設有小型購物商場（位處於基座L1層），商戶包括7-11、百佳超級市場、屈臣氏（2021年1月份已經結束營業）、大家樂、日本城、珍滋味茶餐廳等。
以及會所設施 - 藍澄會。 提供健身、桑拿、太陽燈等設備，以及由六個主題區域而成，共三萬五千平方公尺的空中花園。
藍澄灣內的三座酒店分別為：
- 永倫800酒店（前稱盛逸酒店（英語：Mexan Harbour Hotel））（由茂盛控股擁有，直至2025年2月7日改由機場管理局子公司擁有）
- 華逸酒店（英語：Rambler Garden Hotel，由海逸國際酒店集團擁有及管理）
- 青逸酒店（英語：Rambler Oasis Hotel，由海逸國際酒店集團擁有及管理）

這三座酒店由於位於非市中心的青衣地區，租金較市區的便宜，且鄰近市區及香港國際機場，故吸引大量遊客入住。
在2020年10月19日起，華逸酒店自被政府租用作「等候檢測結果中心」，讓需要通宵等待檢測結果的無病徵的抵港人士暫時留宿。有藍澄灣居民擔心會與未完成檢疫的人士共用設施及交通，有居民於單位窗戶貼出標語抗議。

## 位置
藍澄灣建於原美孚油庫的用地，位處香港新界青衣青衣路，東向和記電訊大廈及9號貨櫃碼頭，西向長青邨、青富苑及美景花園。

## 軼事

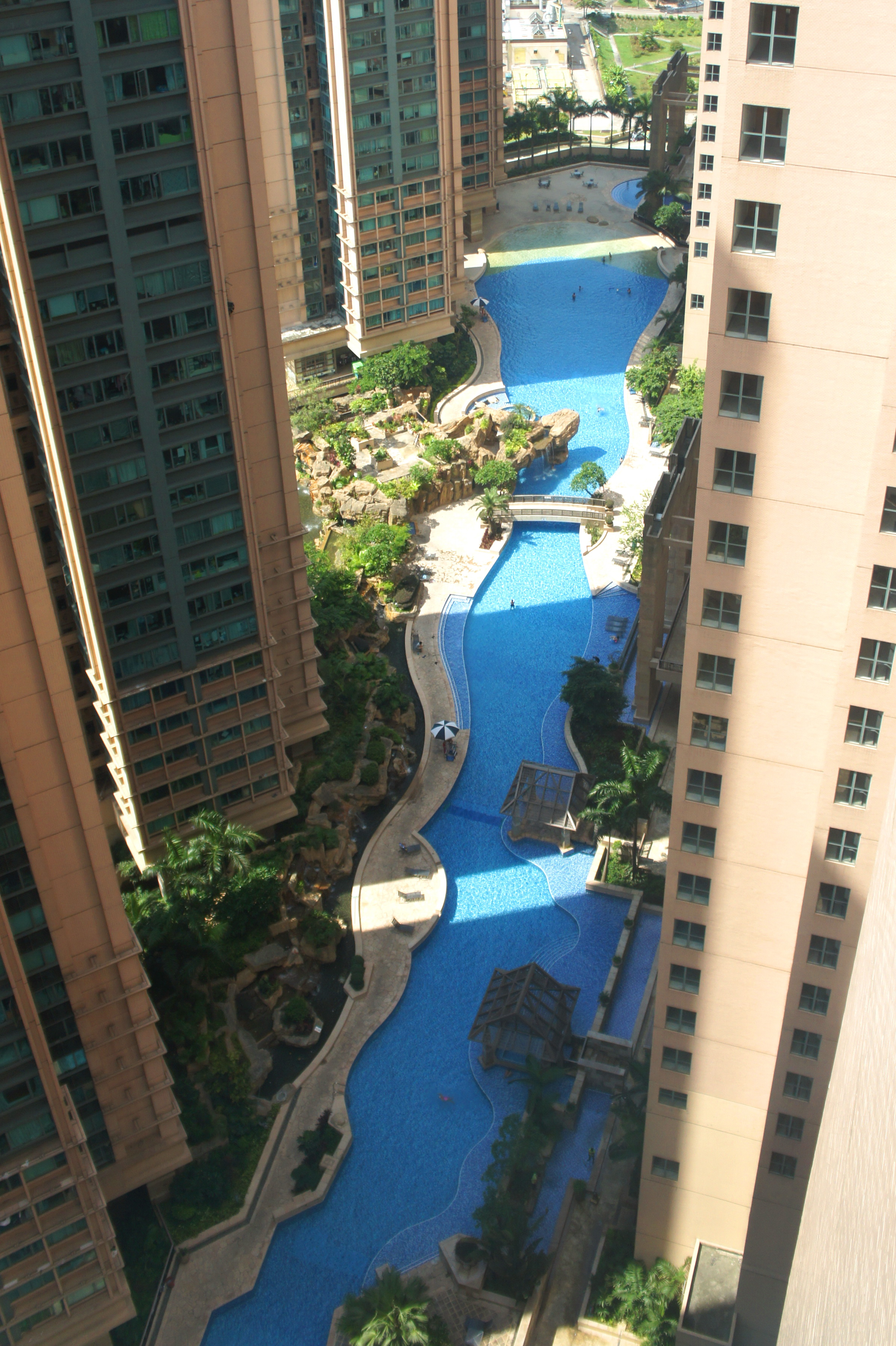
藍澄灣擁有一個長達200米的泳池

- 藍澄灣擁有一個長200米（656英呎）私人室外泳池，長度是香港最長。
- 藍澄灣的英文名稱中的Rambler，源於在旁的藍巴勒海峽。

## 圖片庫

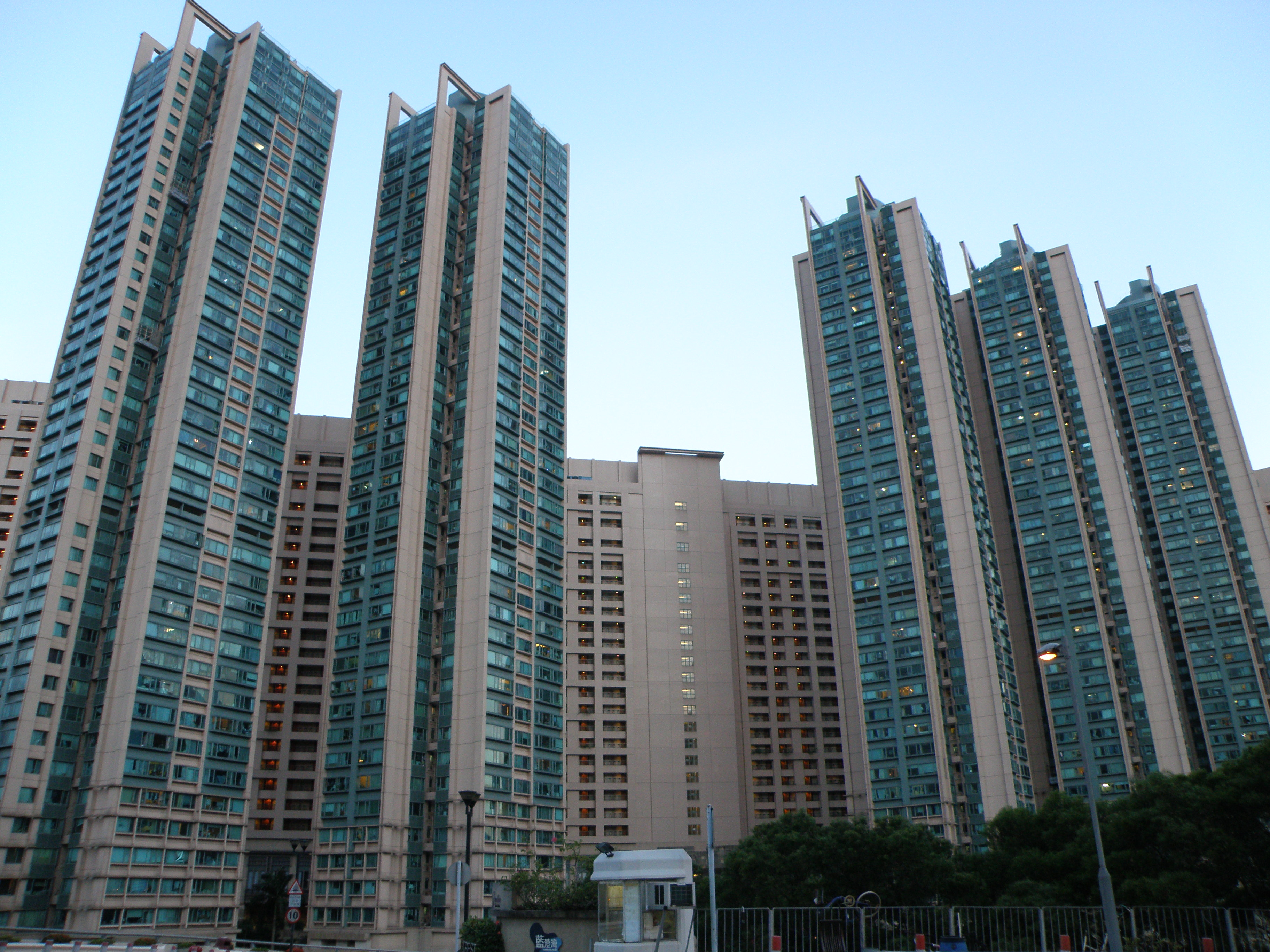
從車路入口近攝藍澄灣
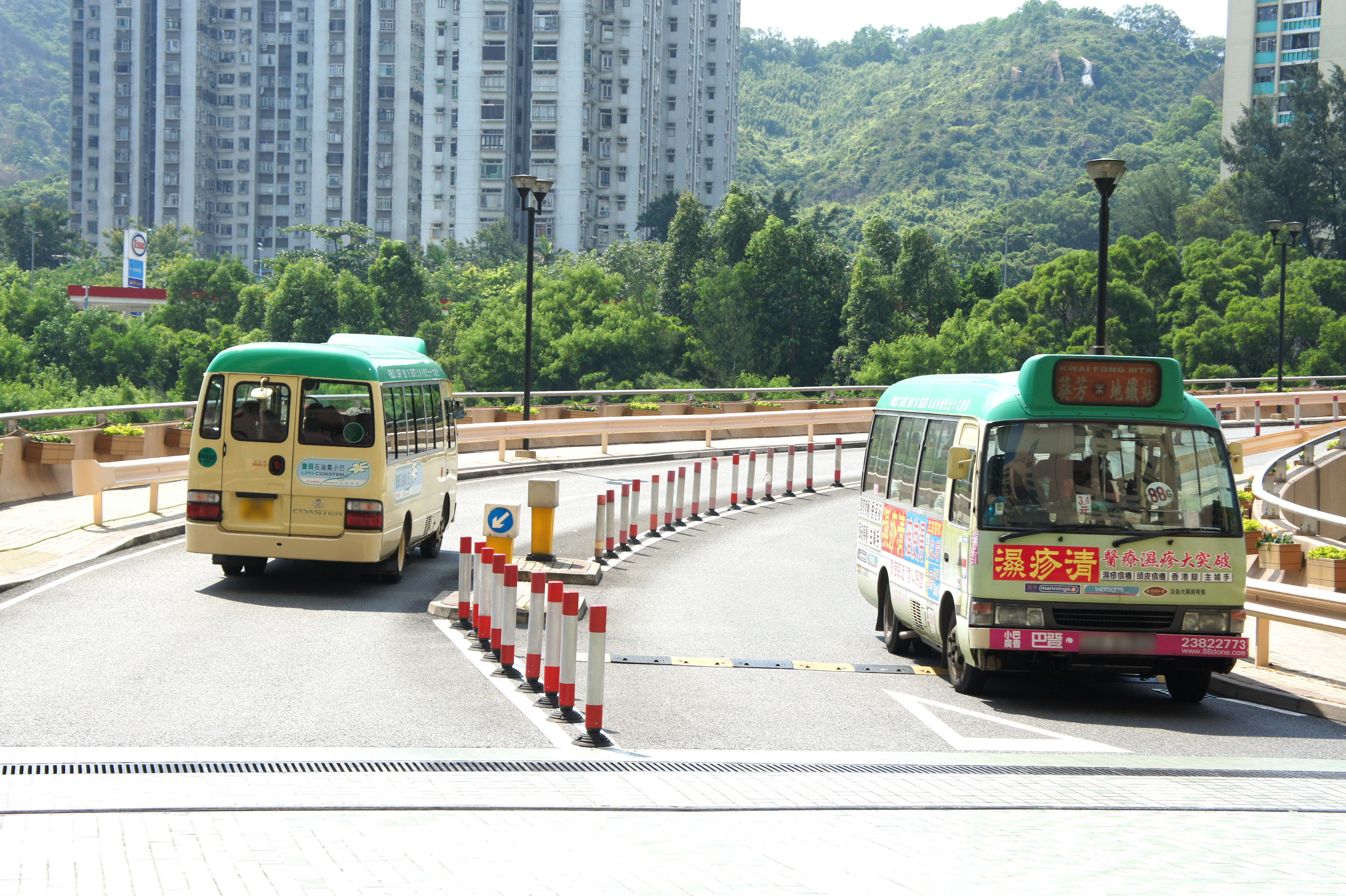
藍澄灣通道上的88G專線小巴
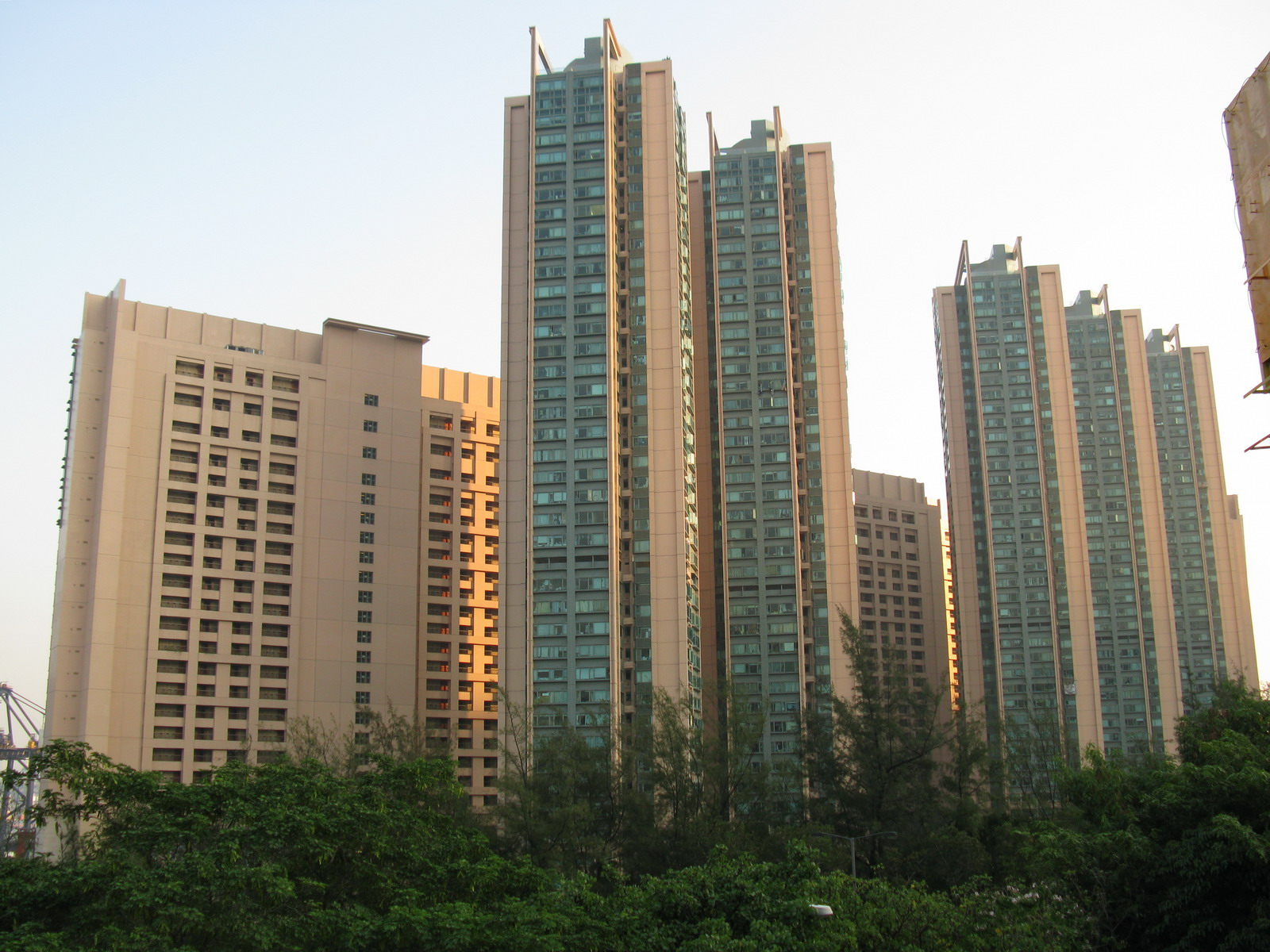
近觀藍澄灣（2007年11月）
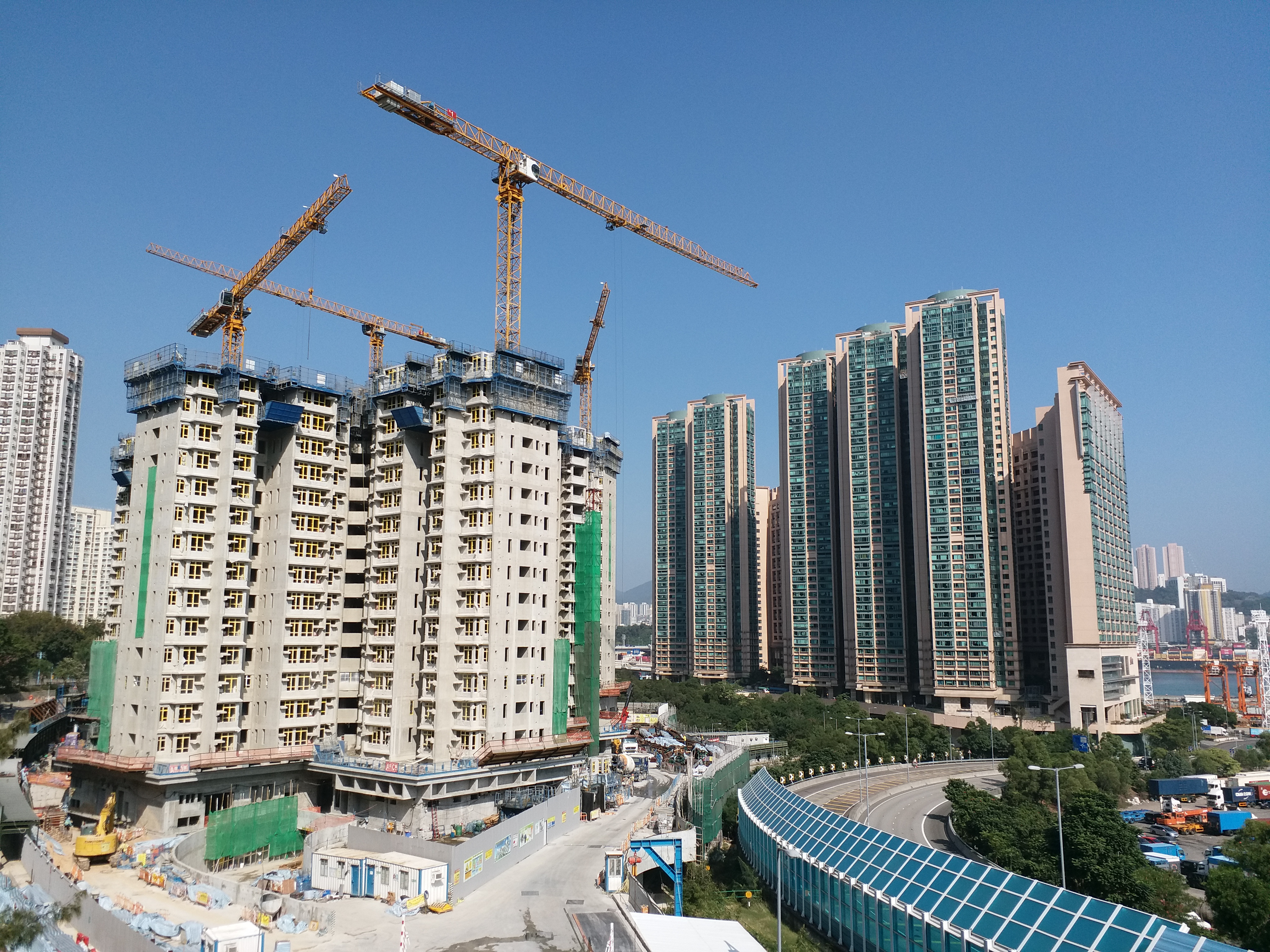
由青衣THEI大樓望向興建中之青富苑青盈閣與藍澄灣 （2020年11月）

## 所屬選區
藍澄灣在立法會地區直選當中，屬於新界西南（LC9）選區範圍之內，而地方行政則為葵青區。與青衣島上的整條長宏邨、曉峰園以及青衣南工業區組成葵青區議會青衣南選區。

## 資料來源與註釋
1. ↑  . 香港政府新聞網. 2020-10-18  [2020-10-19]. （原始内容存档于2020-10-20）.
2. ↑  . now新聞. 2020-10-19  [2020-10-19].
3. ↑   (PDF).   [2015-11-20]. （原始内容存档 (PDF)于2018-11-23）.
4. ↑   (PDF).   [2015-11-20]. （原始内容存档 (PDF)于2018-01-24）.
5. ↑   (PDF).   [2019-12-20]. （原始内容存档 (PDF)于2019-02-04）.
6. ↑  葵青區建議區議會選區範圍人口 （页面存档备份，存于），選舉管理委員會，2019年

## 外部連結
- 藍澄灣官方網站 （页面存档备份，存于）
- 藍澄灣業主社群

22°20′35″N 114°06′36″E / 22.34305°N 114.11006°E